# Piñata

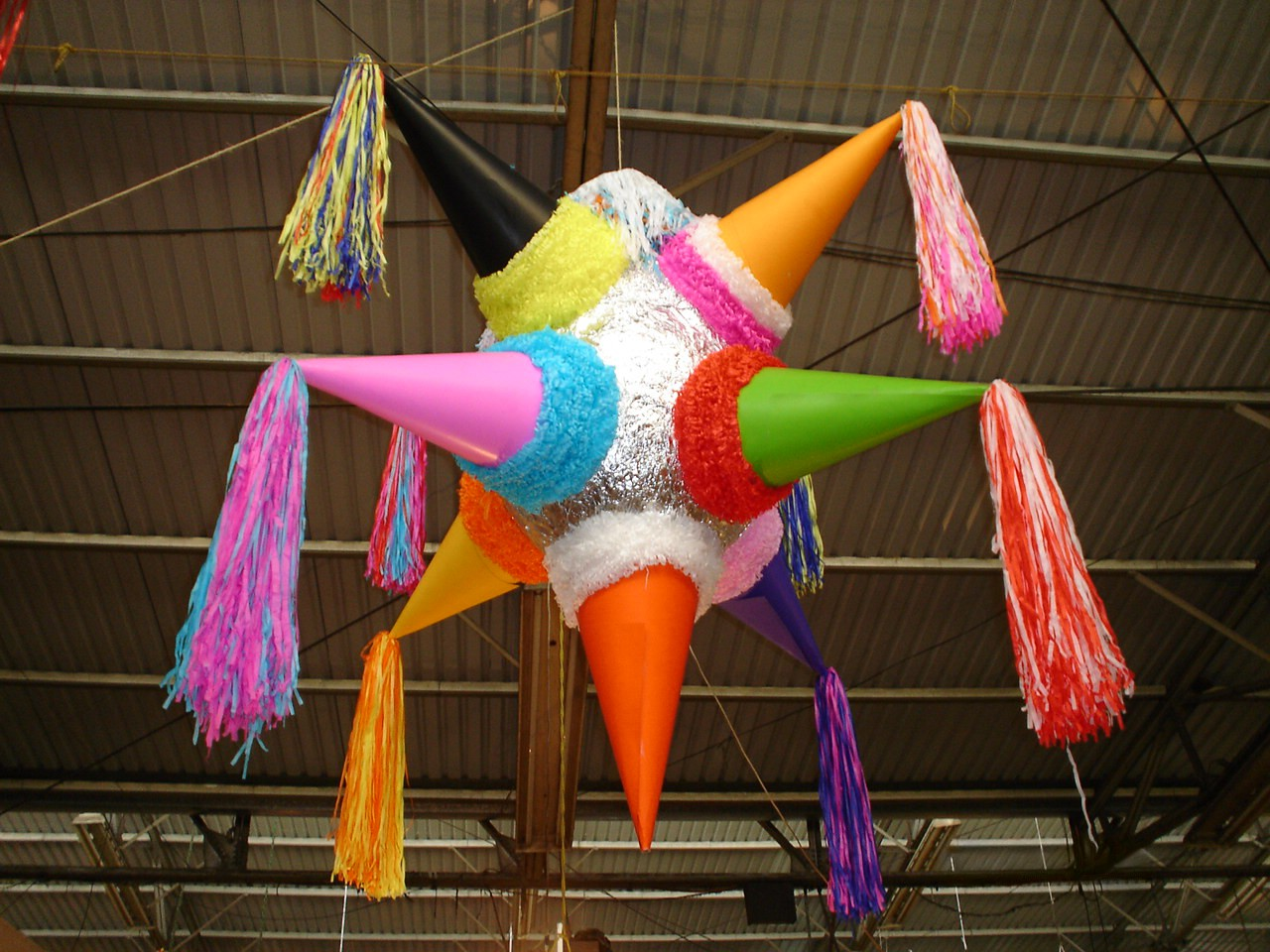
Piñata v nejobvyklejším tvaru hvězdice

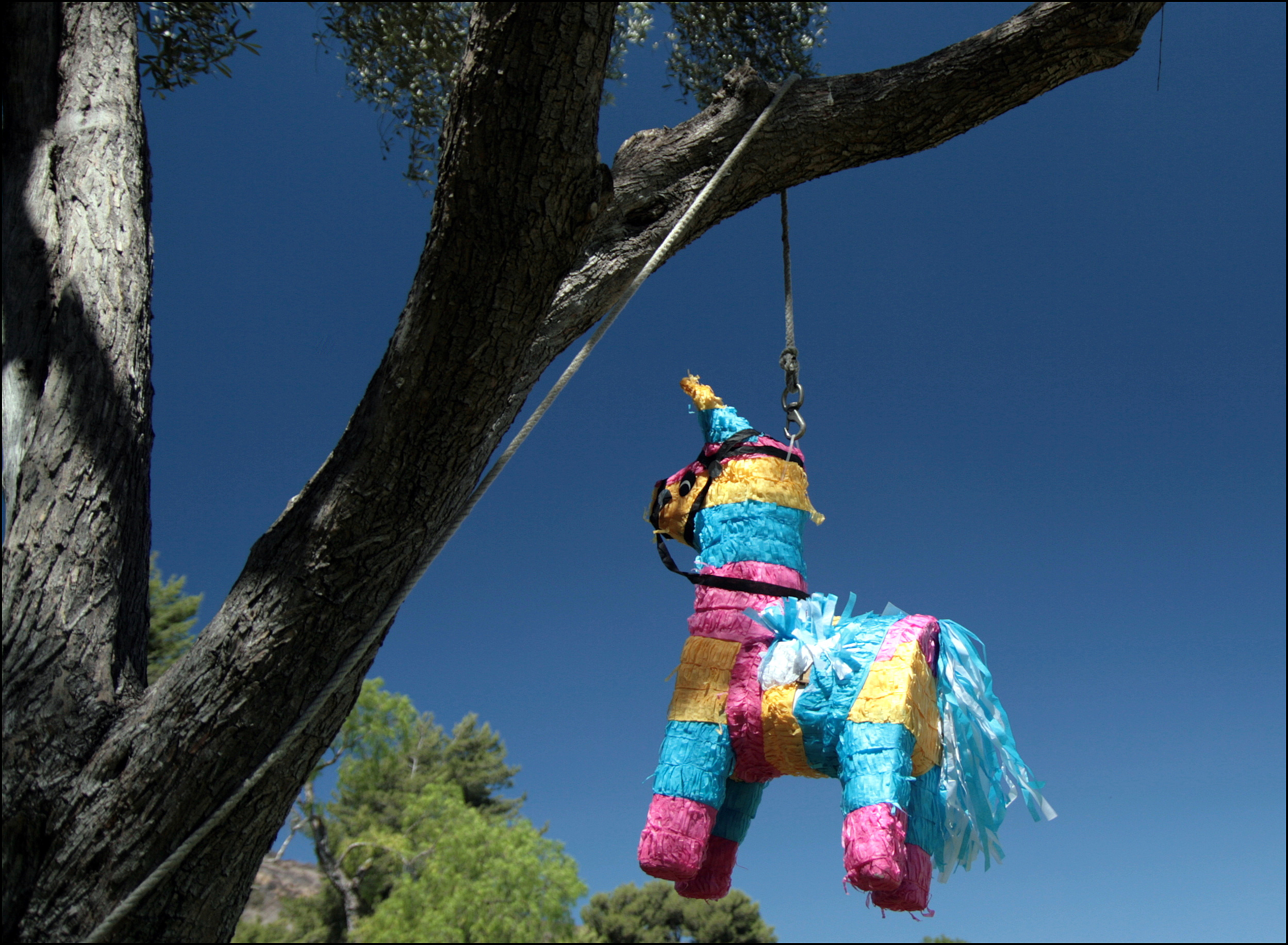
Piñata ve tvaru jednorožce

Piñata je uzavřená nádoba buď keramická nebo papírová, obalená staniolem, také pestrobarevným papírem a různými třásněmi a rohy, jež dávají nádobě tvar připomínající hvězdici, resp. ježka. (Ovšem existují i jiné tvary, např. různá zvířata.) Visí na dlouhém provazu, za který se popotahuje tak, aby se neustále pohybovala. Na různých oslavách pak děti se zavázanýma očima do piñat tlučou dlouhými tyčemi, aby jim z nich po rozbití vypadly různé sladkosti nebo hračky.

Užívá se zejména v kultuře Mexika, USA a vůbec Latinské Ameriky. V Mexiku je piñata jedním z tradičních vánočních symbolů, zároveň je úzce spojena s křesťanským náboženstvím. Zdejší piñaty mají obvykle sedm „rohů“, které představují sedm smrtelných hříchů, tedy pýchu, lakotu, závist, hněv, smilstvo, nestřídmost a lenost. Dřevěná tyč, která slouží k rozbití piñaty, představuje ctnost a zavázané oči pak slepou víru. 
Původně tam tato tradice však byla přenesena ze Španělska, kam během středověku možná doputovala – ve změněné podobě – až z Číny. Ve středověké jižní Evropě se rozbíjení piñat praktikovalo během oslav půstu.